# クリフ・リチャード
サー・クリフ・リチャード（Sir Cliff Richard、OBE、1940年10月14日 - ）は、イギリスの歌手。本名はハリー・ロジャー・ウエッブ (Harry Rodger Webb)。

## 来歴
ハリー・ロジャー・ウエッブは1940年10月14日、インドのラクナウで生まれる。1歳の時にラクナウからコルカタに移るが、一家は1947年のインド独立の後、イギリスに帰国する。
16歳の時、エルヴィス・プレスリーの「ハートブレイク・ホテル」が停車中の車内から聞こえてきたことに触発され自らスキッフル・バンドを結成。17歳になりロンドンのソーホー地区にあるカフェ・バー「Two I'S」に出演し話題を集めるようになり、当時のコロムビア・レコードの音楽ディレクターでもあるイギリス音楽界の大御所ノリー・パラモァー（自らオーケストラのリーダーでもある）にデモテープを送り認められる。イギリスが生んだ自前のロックン・ローラーが誕生したのである。デビューするにあたり何か良い芸名がないかと考えた末、クリフ・リチャードと決まりバック・バンドがThe Drifters。これがブリティッシュ・ロックの夜明けである。後にこのThe Driftersはシャドウズと改名しクリフとシャドウズとして君臨することとなる。
1958年8月に発売されたデビュー曲「Move It」はブリティッシュ・チャート2位を記録。シャドウズと共に、ビートルズ時代が到来する前の1950年代末から1960年代初めにかけてイギリスのポップミュージック・シーンを席巻した。クリスチャンに改宗後、その音楽はポップスからロック寄りになる。アメリカにおいてはイギリスほどの成功を収めることはなかったが、イギリスでは映画やテレビにおいても成功し、いくつかの国でも同様の成功を収めた。
1970年代初頭はやや落ち着いた活動に終始していたが1979年に「コングラッチュレーションズ」以来、11年振りに『恋はこれっきり』が全英No.1に輝きBBCニュースで速報として伝えられるなど話題となり再び第一線に返り咲いた。これより数年間は本国のみならずアメリカや日本でもヒット曲を量産した黄金期であった。
2002年にはジョン・レノンやポール・マッカートニー、ボーイ・ジョージ、ロビー・ウィリアムズらとともに100名の最も偉大な英国人に選出。
オリビア・ニュートン＝ジョンはクリフのバックコーラスを務めていた時期があり、「恋の予感」をはじめとする数多くのデュエット曲を共同で発表するなど、50年以上に渡る長年の友人同士でもあった。

## ディスコグラフィ

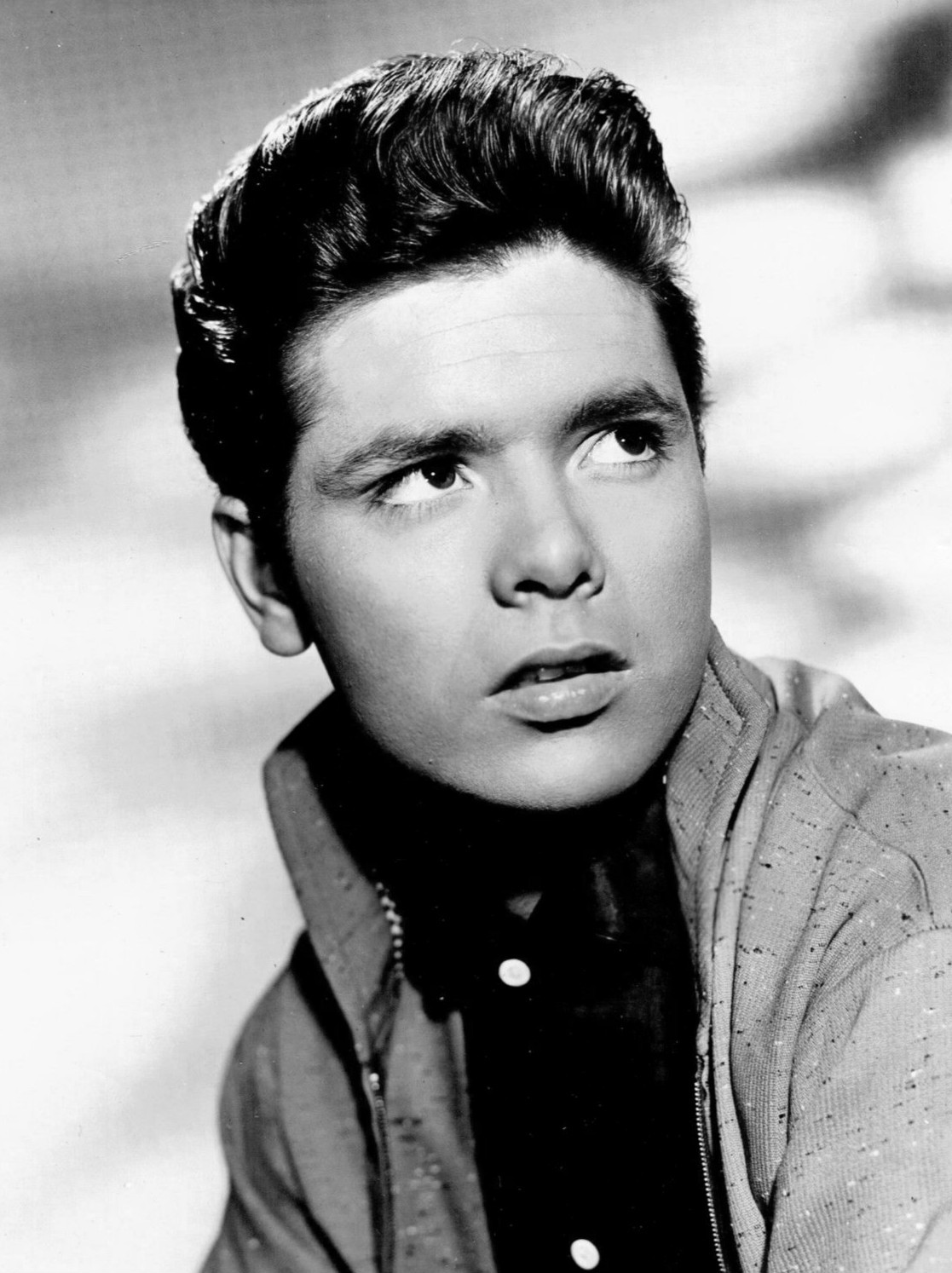
クリフ・リチャード（1960年）

### アルバム
- Cliff Sings (1959年)
- Me and My Shadows (1960年)
- Listen to Cliff! (1961年)
- 21 Today (1961年)
- 32 Minutes and 17 Seconds with Cliff Richard (1962年)
- When in Spain (1963年)
- Cliff Richard (1965年)
- When in Rome (1965年)
- Love is Forever (1965年)
- Kinda Latin (1966年)
- Don't Stop Me Now! (1967年)
- Good News (1967年)
- Established 1958 (1968年)
- Sincerely Cliff (1969年)
- About That Man (1970年)
- Tracks 'n Grooves (1970年)
- The 31st of February Street (1974年)
- I'm Nearly Famous (1976年)
- Every Face Tells a Story (1977年)
- Small Corners (1978年)
- Rock 'n' Roll Juvenile (1979年)
- I'm No Hero (1980年)
- Wired for Sound (1981年)
- Now You See Me, Now You Don't (1982年)
- Silver (1983年)
- The Rock Connection (1984年)
- Always Guaranteed (1987年)
- Stronger (1989年)
- Together with Cliff Richard (1991年)
- The Album (1993年)
- Songs from Heathcliff (1995年)
- Real as I Wanna Be (1998年)
- Wanted (2001年)
- Cliff at Christmas (2003年)
- Something's Goin' On (2004年)
- Two's Company (2006年)
- Love... The Album (2007年)
- Reunited – Cliff Richard and The Shadows (2009年)
- Bold as Brass (2010年)
- Soulicious (2011年)
- The Fabulous Rock 'n' Roll Songbook (2013年)
- Just... Fabulous Rock 'n' Roll (2016年)
- Rise Up (2018年)
- Music... The Air That I Breathe (2020年)

## フィルモグラフィ

### 映画
- Serious Charge (1959年)
- Expresso Bongo (1960年)
- The Young Ones (1961年) ※別名『It's Wonderful to be Young』
- Summer Holiday (1963年)
- Wonderful Life (1964年) ※別名『Swingers' Paradise』[4]
- Finders Keepers (1966年)
- 『サンダーバード 劇場版』 - Thunderbirds Are Go (1966年) ※マリオネットの歌手として声の出演
- Two a Penny (1968年)
- His Land (1970年)
- The Case (1972年) ※オリビア・ニュートン＝ジョン主演
- Take Me High (1973年)
- Run for Your Wife (2012年) ※大道芸人役でカメオ出演

### テレビ・シリーズ
- The Cliff Richard Show (1960年–1963年) (ATV Television)
- Cliff (1964年–1967年) (ATV Television)
- Cliff and the Shadows (1965年) (ATV Television)
- It's Cliff Richard (1970年–1974年) ※フィーチャリング・ハンク・マーヴィン、ユーナ・スタッブス、オリビア・ニュートン＝ジョン (BBC Television)
- It's Cliff and Friends (1975年–1976年) (BBC Television)

## 演劇（ミュージカル）出演作品
- Aladdin and His Wonderful Lamp ※原作『アラジンと魔法のランプ』。音楽: シャドウズ、ノリー・パラマー
- Cinderella ※原作『シンデレラ』。音楽: シャドウズ、ノリー・パラマー
- The Potting Shed ※グレアム・グリーン作
- Time ※音楽: デイヴ・クラーク
- Heathcliff ※音楽: ジョン・ファーラー、歌詞 ティム・ライス
- Snow White and the Seven Dwarfs（録音あり）※原作『白雪姫』。魔法の鏡としてゲスト出演[5]

## 日本公演

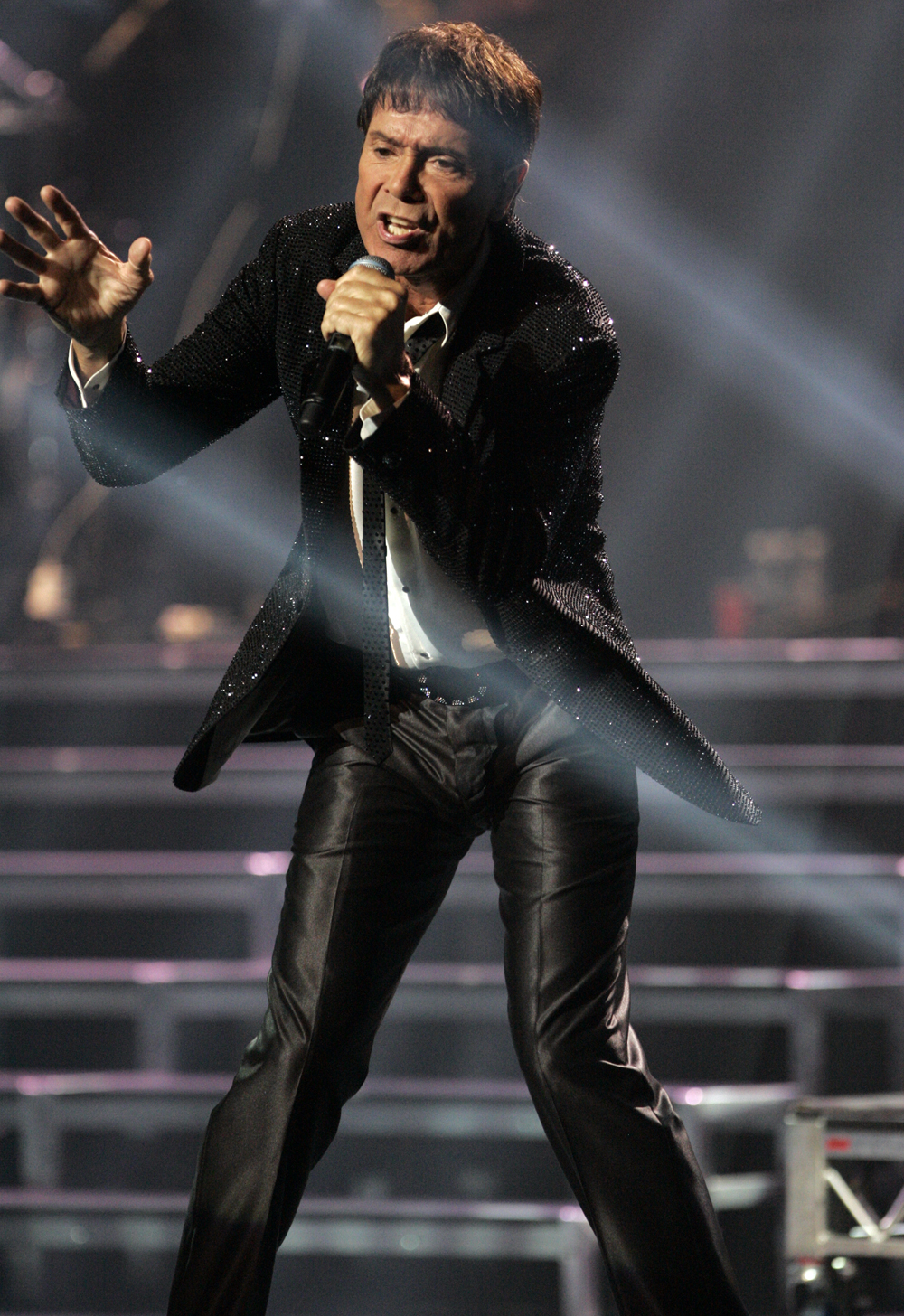
シドニー公演（2013年）

- 1967年10月18日渋谷公会堂、19日日比谷公会堂
- 1969年10月7日東京新宿厚生年金会館、東京赤坂ニュー・ラテン・クォーター、8日大阪厚生年金会館、9日大阪フェスティバルホール、11日京都会館、12日東京サンケイホール（2回公演）、13日名古屋中日劇場　*この年は全公演シャドウズと共演
- 1972年9月14・15日大阪フェスティバルホール、16日愛知文化会館、18日京都会館、19日東京ラテン・クォーター、20日川崎市産業会館、9月21・22日・23日東京厚生年金ホール、24日渋谷公会堂・東京ヒルトンホテル *この年はバック・コーラスでオリビア・ニュートン・ジョンが同行参加。
- 1974年10月5日東京中野サンプラザ、7日・8日東京新宿厚生年金会館、9日静岡駿府会館、10日・11日大阪フェスティバルホール、12日広島郵便貯金ホール、13日福岡市民会館、14日京都会館、15日横浜市文化体育館
- 1976年 　Cliff Richard signature japan tour　6月21日東京中野サンプラザ、22日京都会館、23日神戸文化会館、24日福岡市民会館、25日大阪毎日ホール、26日東京新宿厚生年金会館、27日神奈川県民ホール、29日北海道厚生年金会館、30日宮城県民会館、7月1日渋谷公会堂、2日金沢市観光会館、3日新潟県民会館
- 1989年
- 2003年　Wanted Japan Tour

3月10日　東京国際フォーラムホールA
- 2007年　HERE and NOW Japan Tour

2月18日　パシフィコ横浜国立大ホール